# Ceanu Mare
Ceanu Mare là một xã thuộc hạt Cluj, România. Dân số thời điểm năm 2002 là 4308 người.